# Emilio Brusa

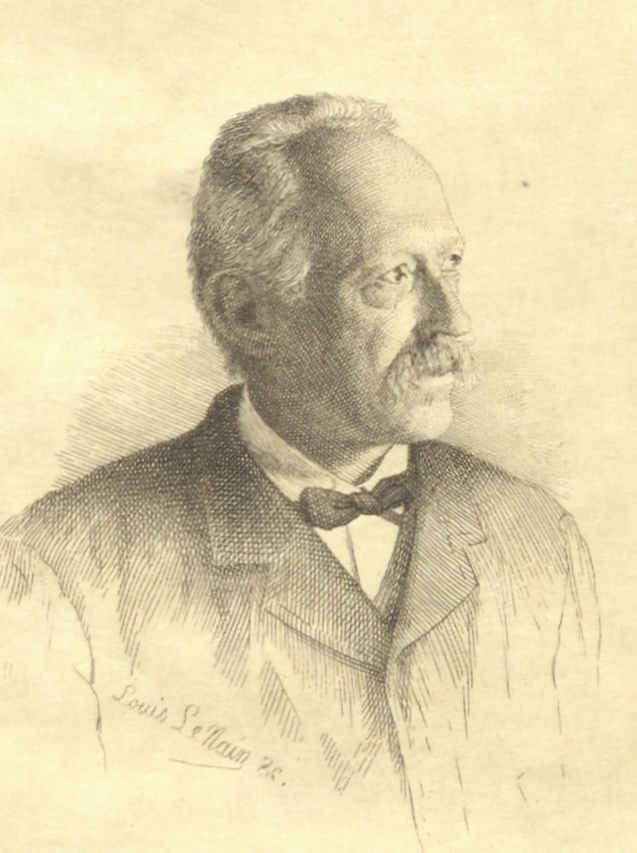
Emilio Brusa, 1896

Emilio Brusa, född 9 september 1843 i Ternate nära Como, död 14 december 1908 i Rom, var en italiensk jurist.
Brusa blev professor i internationell rätt och rättsfilosofi i Modena, men flyttade 1877 till Amsterdam och 1880 till Turin som professor i statsrätt och straffprocedur. Han deltog i delegationen som for till Sankt Petersburg med den europeiska adressen sommaren 1899 för Finlands sak.